# Associazione Calcio Como 1957-1958
Questa pagina raccoglie le informazioni riguardanti l'Associazione Calcio Como nelle competizioni ufficiali della stagione 1957-1958.

## Rosa
| N. |                   | Ruolo | Calciatore        |
| -- | ----------------- | ----- | ----------------- |
|    | Italia (bandiera) | C     | Dino Baccheretti  |
|    | Italia (bandiera) | A     | Giuseppe Baldini  |
|    | Italia (bandiera) | A     | Vittorio Bissi    |
|    | Italia (bandiera) | P     | Bruno Ceresoli    |
|    | Italia (bandiera) | A     | Walter Ciani      |
|    | Italia (bandiera) | C     | Elio Ferrazzi     |
|    | Italia (bandiera) | C     | Amilcare Ferretti |
|    | Italia (bandiera) | D     | Gino Figini       |
|    | Italia (bandiera) | C     | Aldo Fontana      |
|    | Italia (bandiera) | C     | Nello Governato   |
|    | Italia (bandiera) | D     | Aristide Guarneri |
|    | Italia (bandiera) | C     | Sergio Impinna    |

| N. |                   | Ruolo | Calciatore         |
| -- | ----------------- | ----- | ------------------ |
|    | Italia (bandiera) | P     | Antonio Lonardi    |
|    | Italia (bandiera) | C     | Simone Marsili     |
|    | Italia (bandiera) | C     | Giorgio Michelotti |
|    | Italia (bandiera) | C     | Carlo Orlandi      |
|    | Italia (bandiera) | A     | Marcello Panattoni |
|    | Italia (bandiera) | A     | Angelo Pastorino   |
|    | Italia (bandiera) | C     | Giorgio Perversi   |
|    | Italia (bandiera) | A     | Silvio Smersy      |
|    | Italia (bandiera) | A     | Giacomo Stecher    |
|    | Italia (bandiera) | C     | Franco Stefanini   |
|    | Italia (bandiera) | D     | Maurilio Valpreda  |
|    | Italia (bandiera) | A     | Gaetano Villa      |

## Risultati

### Serie B

#### Girone di andata
| 15 settembre 1957 1ª giornata | Como | 1 – 0 | Brescia |  |

| 22 settembre 1957 2ª giornata | Zenit Modena | 2 – 0 | Como |  |

| 29 settembre 1957 3ª giornata | Lecco | 0 – 0 | Como |  |

| 6 ottobre 1957 4ª giornata | Como | 3 – 0 | Novara |  |

| 13 ottobre 1957 5ª giornata | Como | 2 – 0 | Parma |  |

| 20 ottobre 1957 6ª giornata | Marzotto Valdagno | 1 – 0 | Como |  |

| 27 ottobre 1957 7ª giornata | Como | 2 – 1 | Bari |  |

| 8 ottobre 1978 8ª giornata | Como | 1 – 0 | Taranto |  |

| 10 novembre 1957 9ª giornata | Catania | 0 – 0 | Como |  |

| 17 novembre 1957 10ª giornata | Como | 3 – 1 | Prato |  |

| 24 novembre 1957 11ª giornata | Venezia | 0 – 0 | Como |  |

| 8 dicembre 1957 12ª giornata | Como | 0 – 1 | Simmenthal-Monza |  |

| 15 dicembre 1957 13ª giornata | Como | 0 – 1 | Cagliari |  |

| 29 dicembre 1957 14ª giornata | Sambenedettese | 0 – 2 | Como |  |

| 5 gennaio 1958 15ª giornata | Triestina | 3 – 0 | Como |  |

| 12 gennaio 1958 16ª giornata | Como | 0 – 0 | Palermo |  |

| 21 dicembre 1986 17ª giornata | Como | 2 – 0 | Messina |  |

#### Girone di ritorno
| 26 gennaio 1958 18ª giornata | Brescia | 1 – 1 | Como |  |

| 2 febbraio 1958 19ª giornata | Como | 0 – 0 | Zenit Modena |  |

| 9 febbraio 1958 20ª giornata | Como | 1 – 1 | Lecco |  |

| 16 febbraio 1958 21ª giornata | Novara | 0 – 0 | Como |  |

| 23 febbraio 1958 22ª giornata | Parma | 1 – 1 | Como |  |

| 2 marzo 1958 23ª giornata | Como | 3 – 0 | Marzotto Valdagno |  |

| 9 marzo 1958 24ª giornata | Bari | 1 – 0 | Como |  |

| 16 marzo 1958 25ª giornata | Taranto | 0 – 0 | Como |  |

| 30 marzo 1958 26ª giornata | Como | 3 – 1 | Catania |  |

| 6 aprile 1958 27ª giornata | Prato | 0 – 0 | Como |  |

| 13 aprile 1958 28ª giornata | Como | 0 – 2 | Venezia |  |

| 20 aprile 1958 29ª giornata | Simmenthal-Monza | 2 – 1 | Como |  |

| 27 aprile 1958 30ª giornata | Cagliari | 1 – 0 | Como |  |

| 4 maggio 1958 31ª giornata | Como | 1 – 1 | Sambenedettese |  |

| 11 maggio 1958 32ª giornata | Como | 2 – 0 | Triestina |  |

| 18 maggio 1958 33ª giornata | Palermo | 0 – 0 | Como |  |

| 25 maggio 1958 34ª giornata | Messina | 2 – 1 | Como |  |

## Statistiche

### Statistiche di squadra
| Competizione | Punti | In casa | In casa | In casa | In casa | In casa | In casa | In trasferta | In trasferta | In trasferta | In trasferta | In trasferta | In trasferta | Totale | Totale | Totale | Totale | Totale | Totale | DR  |
| Competizione | Punti | G       | V       | N       | P       | Gf      | Gs      | G            | V            | N            | P            | Gf           | Gs           | G      | V      | N      | P      | Gf     | Gs     | DR  |
| ------------ | ----- | ------- | ------- | ------- | ------- | ------- | ------- | ------------ | ------------ | ------------ | ------------ | ------------ | ------------ | ------ | ------ | ------ | ------ | ------ | ------ | --- |
| Serie B      | 35    | 17      | 10      | 4       | 3       | 24      | 9       | 17           | 1            | 9            | 7            | 6            | 14           | 34     | 11     | 13     | 10     | 30     | 23     | +7  |
| Coppa Italia | 2     | 3       | 1       | 0       | 2       | 2       | 9       | 3            | 0            | 0            | 3            | 1            | 12           | 6      | 1      | 0      | 5      | 3      | 21     | -18 |
| Totale       |       | 20      | 11      | 4       | 5       | 26      | 18      | 20           | 1            | 9            | 10           | 7            | 26           | 40     | 12     | 13     | 15     | 33     | 44     | -11 |

### Statistiche dei giocatori
| Giocatore      | Serie B  | Serie B | Coppa Italia | Coppa Italia | Totale   | Totale |
| Giocatore      | Presenze | Reti    | Presenze     | Reti         | Presenze | Reti   |
| -------------- | -------- | ------- | ------------ | ------------ | -------- | ------ |
| D. Baccheretti | 31       | 0       | 5            | 0            | 36       | 0      |
| G. Baldini     | 15       | 7       | 4            | 1            | 19       | 8      |
| V. Bissi       | 28       | 3       | 5            | 0            | 33       | 3      |
| B. Ceresoli    | 2        | -5      | 6            | -21          | 8        | -26    |
| W. Ciani       | 8        | 1       | -            | -            | 8        | 1      |
| E. Ferrazzi    | 25       | 0       | 2            | 0            | 27       | 0      |
| A. Ferretti    | 25       | 0       | 1            | 0            | 26       | 0      |
| L. Figini      | 1        | 0       | -            | -            | 1        | 0      |
| A. Fontana     | 29       | 1       | 1            | 0            | 30       | 1      |
| N. Governato   | 3        | 1       | 6            | 1            | 9        | 2      |
| A. Guarneri    | 32       | 0       | -            | -            | 32       | 0      |
| S. Impinna     | 2        | 0       | 2            | 0            | 4        | 0      |
| G. La Rosa     | -        | -       | 1            | 0            | 1        | 0      |
| A. Lonardi     | 32       | -18     | -            | -            | 32       | -18    |
| S. Marsili     | 10       | 0       | -            | -            | 10       | 0      |
| G. Michelotti  | 34       | 0       | 1            | 0            | 35       | 0      |
| C. Orlandi     | 11       | 0       | 6            | 0            | 17       | 0      |
| M. Panattoni   | 1        | 0       | 4            | 0            | 5        | 0      |
| A. Pastorino   | 1        | 0       | -            | -            | 1        | 0      |
| G. Perversi    | 24       | 0       | -            | -            | 24       | 0      |
| S. Smersy      | 20       | 6       | 5            | 0            | 25       | 6      |
| G. Stecher     | 1        | 0       | 4            | 0            | 5        | 0      |
| F. Stefanini   | 28       | 6       | 1            | 0            | 29       | 6      |
| M. Valpreda    | 4        | 0       | 1            | 0            | 5        | 0      |
| G. Villa       | 7        | 3       | 6            | 1            | 13       | 4      |
| F. Villa       | -        | -       | 2            | 0            | 2        | 0      |